# 2167 Erin
2167 Erin (1971 LA) là một tiểu hành tinh vành đai chính.